# Александр, Родольф
Родольф Александр (фр. Rodolphe Alexandre; род. 26 сентября 1953, Кайенна) — французский государственный и политический деятель из Гвианы. 

## Биография
Обучался в средней школе имени Феликса Эбуэ. Затем получил степень магистра истории и географии в Университете Бордо III. В 1983 году вступил в Социалистическую партию Гвианы, затем стал начальником штаба Ведомственного совета Гвианы (до 1988 года). В гвианской соцпартии состоял до 2008 года.
Работал мэром Кайенны и был председателем Ассамблеи Гвианы с момента её создания 1 января 2016 годаи до 2021 года.
Был председателем Регионального совета Французской Гвианы с 26 марта 2010 года, затем Региональный совет и Ведомственный совет были заменены Ассамблеей Гвианы с 1 января 2016 года.